# Tetrastigma tetragynum
Tetrastigma tetragynum är en vinväxtart som beskrevs av Jules Émile Planchon. Tetrastigma tetragynum ingår i släktet Tetrastigma och familjen vinväxter. Inga underarter finns listade i Catalogue of Life.